# Leptocythere devexa
Leptocythere devexa is een mosselkreeftjessoort uit de familie van de Leptocytheridae. De wetenschappelijke naam van de soort is voor het eerst geldig gepubliceerd door Schornikov.